# Liste des présidents de l'Assemblée nationale (Hongrie)
Le président de l'Assemblée nationale hongroise (en hongrois : Magyarország Országgyűlésének elnöke) est le dirigeant de l'Assemblée nationale de Hongrie. La fonction est actuellement occupée par László Kövér depuis le 6 août 2010.
Il s'agit du deuxième personnage de l'État après le président de la République. Il remplace ce dernier par intérim à la tête de l'État en cas de démission ou de décès.
Le président a pour rôle de présider les séances, modérer les débats, contresigner les lois votées en séance, contrôler le travail des représentants et des commissions, infliger les sanctions aux députés et vérifie le budget du Parlement.

## Liste des titulaires

### De 1920 à 1927
| No. | Portrait         | Titulaire (Naissance-mort)   | Mandat          | Mandat          | Mandat                   | Parti politique | Parti politique |
| No. | Portrait         | Titulaire (Naissance-mort)   | Début           | Fin             | Durée                    | Parti politique | Parti politique |
| --- | ---------------- | ---------------------------- | --------------- | --------------- | ------------------------ | --------------- | --------------- |
| 1   | István Rakovszky | István Rakovszky (1858-1931) | 18 février 1920 | 30 juillet 1921 | 1 an, 5 mois et 12 jours |                 | KNEP (en)       |
| 2   | Gaszton Gaál     | Gaszton Gaál (1868-1932)     | 12 août 1921    | 16 août 1922    | 1 an et 4 jours          |                 | OKGFP (hu)      |
| 2   | Gaszton Gaál     | Gaszton Gaál (1868-1932)     | 12 août 1921    | 16 août 1922    | 1 an et 4 jours          | EP              |                 |
| 3   | Béla Scitovszky  | Béla Scitovszky (1878-1959)  | 18 août 1922    | 18 octobre 1926 | 4 ans et 2 mois          |                 | EP              |
| 4   | Tibor Zsitvay    | Tibor Zsitvay (1884-1969)    | 19 octobre 1926 | 28 janvier 1927 | 3 mois et 9 jours        |                 | EP              |

En 1927 l'Assemblée nationale de Hongrie devient bicaméral.

### Présidents de l'Assemblée nationale provisoire (de 1944 à 1945)
| No. | Portrait      | Titulaire (Naissance-mort)        | Mandat           | Mandat           | Mandat             | Parti politique | Parti politique |
| No. | Portrait      | Titulaire (Naissance-mort)        | Début            | Fin              | Durée              | Parti politique | Parti politique |
| --- | ------------- | --------------------------------- | ---------------- | ---------------- | ------------------ | --------------- | --------------- |
| —   | István Vásáry | István Vásáry (1887-1955) intérim | 21 décembre 1944 | 21 décembre 1944 | moins d’un jour    |                 | FKGP            |
| 5   | Béla Zsedényi | Béla Zsedényi (1894-1955)         | 21 décembre 1944 | 29 novembre 1945 | 11 mois et 8 jours |                 | Indépendant     |

### De 1945 à 1989
| No. | Portrait              | Titulaire (Naissance-mort)        | Mandat            | Mandat           | Mandat                    | Parti politique | Parti politique |
| No. | Portrait              | Titulaire (Naissance-mort)        | Début             | Fin              | Durée                     | Parti politique | Parti politique |
| --- | --------------------- | --------------------------------- | ----------------- | ---------------- | ------------------------- | --------------- | --------------- |
| 6   | Ferenc Nagy           | Ferenc Nagy (1903-1979)           | 29 novembre 1945  | 5 février 1946   | 2 mois et 7 jours         |                 | FKGP            |
| 7   | Béla Varga            | Msgr. Béla Varga (1903-1995)      | 7 février 1946    | 3 juillet 1947   | 1 an, 4 mois et 26 jours  |                 | FKGP            |
| 8   | Árpád Szabó           | Árpád Szabó (1878-1948)           | 4 juillet 1947    | 31 juillet 1947  | 27 jours                  |                 | FKGP            |
| 9   | Imre Nagy             | Imre Nagy (1896-1958)             | 16 septembre 1947 | 8 juin 1949      | 1 an, 8 mois et 23 jours  |                 | MKP             |
| 9   | Imre Nagy             | Imre Nagy (1896-1958)             | 16 septembre 1947 | 8 juin 1949      | 1 an, 8 mois et 23 jours  | MDP             |                 |
| 10  | Károly Olt            | Károly Olt (1904-1985)            | 8 juin 1949       | 23 août 1949     | 2 mois et 15 jours        |                 | MDP             |
| 11  | Lajos Drahos          | Lajos Drahos (1895-1983)          | 23 août 1949      | 18 mai 1951      | 1 an, 8 mois et 25 jours  |                 | MDP             |
| 12  | Imre Dögei            | Imre Dögei (1912-1964)            | 18 mai 1951       | 14 août 1952     | 1 an, 2 mois et 27 jours  |                 | MDP             |
| 13  | Sándor Rónai          | Sándor Rónai (1892-1965)          | 14 août 1952      | 21 mars 1963     | 10 ans, 7 mois et 7 jours |                 | MDP             |
| 13  | Sándor Rónai          | Sándor Rónai (1892-1965)          | 14 août 1952      | 21 mars 1963     | 10 ans, 7 mois et 7 jours | MSZMP           |                 |
| 14  | Erzsébet Metzker Vass | Erzsébet Metzker Vass (1915-1980) | 21 mars 1963      | 14 avril 1967    | 4 ans et 24 jours         |                 | MSZMP           |
| 15  | Gyula Kállai          | Gyula Kállai (1910-1996)          | 14 avril 1967     | 12 mai 1971      | 4 ans et 28 jours         |                 | MSZMP           |
| 16  | Antal Apró            | Antal Apró (1913-1994)            | 12 mai 1971       | 19 décembre 1984 | 13 ans, 7 mois et 7 jours |                 | MSZMP           |
| 17  | István Sarlós         | István Sarlós (1921-2006)         | 19 décembre 1984  | 29 juin 1988     | 3 ans, 6 mois et 10 jours |                 | MSZMP           |
| 18  | István Stadinger      | István Stadinger (1927-2018)      | 29 juin 1988      | 10 mars 1989     | 8 mois et 9 jours         |                 | MSZMP           |
| 19  | Mátyás Szűrös         | Mátyás Szűrös (né en 1933)        | 10 mars 1989      | 2 mai 1990       | 1 an, 1 mois et 22 jours  |                 | MSZMP           |
| 19  | Mátyás Szűrös         | Mátyás Szűrös (né en 1933)        | 10 mars 1989      | 2 mai 1990       | 1 an, 1 mois et 22 jours  | MSZP            |                 |

### Depuis 1989
| No. | Portrait      | Titulaire (Naissance-mort)        | Mandat            | Mandat            | Mandat                     | Parti politique | Parti politique | Législature |
| No. | Portrait      | Titulaire (Naissance-mort)        | Début             | Fin               | Durée                      | Parti politique | Parti politique | Législature |
| --- | ------------- | --------------------------------- | ----------------- | ----------------- | -------------------------- | --------------- | --------------- | ----------- |
| —   | István Fodor  | István Fodor (né en 1945) intérim | 23 octobre 1989   | 2 mai 1990        | 6 mois et 9 jours          |                 | Indépendant     | —           |
| 20  | Árpád Göncz   | Árpád Göncz (1922-2015)           | 2 mai 1990        | 3 août 1990       | 3 mois et 1 jour           |                 | SZDSZ           | Ier         |
| 21  | György Szabad | György Szabad (1924-2015)         | 3 août 1990       | 27 juin 1994      | 3 ans, 10 mois et 24 jours |                 | MDF             | Ier         |
| 22  | Zoltán Gál    | Zoltán Gál (né en 1940)           | 28 juin 1994      | 17 juin 1998      | 3 ans, 11 mois et 20 jours |                 | MSZP            | IIe         |
| 23  | János Áder    | János Áder (né en 1959)           | 18 juin 1998      | 14 mai 2002       | 3 ans, 10 mois et 26 jours |                 | Fidesz          | IIIe        |
| 24  | Katalin Szili | Katalin Szili (née en 1956)       | 15 mai 2002       | 15 mai 2006       | 7 ans, 3 mois et 30 jours  |                 | MSZP            | IVe         |
| 24  | Katalin Szili | Katalin Szili (née en 1956)       | 16 mai 2006       | 14 septembre 2009 | 7 ans, 3 mois et 30 jours  | Ve              | MSZP            |             |
| 25  | Béla Katona   | Béla Katona (né en 1944)          | 15 septembre 2009 | 13 mai 2010       | 7 mois et 28 jours         | Ve              |                 | MSZP        |
| 26  | Pál Schmitt   | Pál Schmitt (né en 1942)          | 14 mai 2010       | 5 août 2010       | 2 mois et 22 jours         |                 | Fidesz          | VIe         |
| 26  | László Kövér  | László Kövér (né en 1959)         | 6 août 2010       | 5 mai 2014        | 14 ans, 6 mois et 22 jours |                 | Fidesz          | VIe         |
| 26  | László Kövér  | László Kövér (né en 1959)         | 6 mai 2014        | 7 mai 2018        | 14 ans, 6 mois et 22 jours | VIIe            | Fidesz          |             |
| 26  | László Kövér  | László Kövér (né en 1959)         | 8 mai 2018        | 1er mai 2022      | 14 ans, 6 mois et 22 jours | VIIIe           | Fidesz          |             |
| 26  | László Kövér  | László Kövér (né en 1959)         | 2 mai 2022        | En cours          | 14 ans, 6 mois et 22 jours | IXe             | Fidesz          |             |